# Емышев, Валентин Алексеевич
Валентин Алексеевич Емышев (6 ноября 1929, Москва, СССР — 14 ноября 2010, там же) — советский футболист и футбольный тренер. Мастер спорта СССР (1954). Двукратный чемпион СССР. Трёхкратный бронзовый призёр СССР. Обладатель кубка СССР.

## Биография
Воспитанник футбольной школы московского «Спартака».
В 14 лет был приглашён в дубль «красно-белых», за который выступал до 1946 года. В 1946 году переведен в основной состав команды. Дебютировав, 18 июня 1948 года, за основу «Спартака», в матче против тбилисского «Динамо», забил свой первый гол (матч закончился со счётом 1:1). Закрепиться в основном составе «Спартака» футболисту помешала тяжелейшая травма правого колена, полученная в автомобильной аварии. Восстановление заняло три года и потребовало три операции. Несмотря на все трудности, вернулся в «Спартак», с которым в сезонах 1952 и 1953 годов стал чемпионом СССР. Однако, стать игроком основного состава он не смог.
В 1953 году по приглашению Григория Федотова перешёл в возрожденный ЦДСА. Вместе с армейцами трижды становился бронзовым призёром чемпионата СССР, а в 1955 году стал обладателем кубка СССР. В этом же году принял участие в скандинавском турне ЦДСА, где забил шесть мячей в трёх матчах. Всего, за красно-синих, провёл 97 матчей, забил 33 гола.
По окончании сезона 1958 года перешёл в московское «Торпедо». В составе автозаводцев провёл полгода, после чего присоединился к «Локомотиву». В составе «железнодорожников» выступал до 1960 года.
С 1961 года начал работу в ДЮСШ «Локомотива», параллельно выступая за команду «Спартак-клубная» участвовавшую в чемпионате Москвы. В 1964 работал тренером в ногинском «Труде», в 1966 тренировал «Торпедо», в 1967 «Уралмаш». В 1968 году вернулся в «Локомотив», где стал первым тренером Анатолия Кожемякина. В 1970 году возглавил ДЮСШ «Сокол», в котором проработал 24 года. В 1994 году вышел на пенсию.
Скончался 14 ноября 2010 года в Москве. Похоронен на Химкинском кладбище.

## Достижения

### Командные
- Чемпион СССР (2): 1952, 1953.
- Бронзовый призёр чемпионата СССР (3): 1955, 1956, 1958.
- Обладатель кубка СССР (1): 1955.
- Финалист кубка СССР (1): 1954.

### Личные
- Мастер спорта СССР: 1959
- В списках 33 лучших футболистов СССР (1): № 1 (1952)